# 科韋爾季納巴爾卡
49°56′52″N 34°6′5″E / 49.94778°N 34.10139°E
科韋爾季納巴爾卡（烏克蘭語：Ковердина Балка），是烏克蘭中部的村莊，隸屬波爾塔瓦州的米爾霍羅德區。該村距離馬納奇尼夫卡、什瓦德羅尼、格列別尼亞基和馬斯利夫齊1公里，海拔高度156米，2001年人口512。